# EIROforum

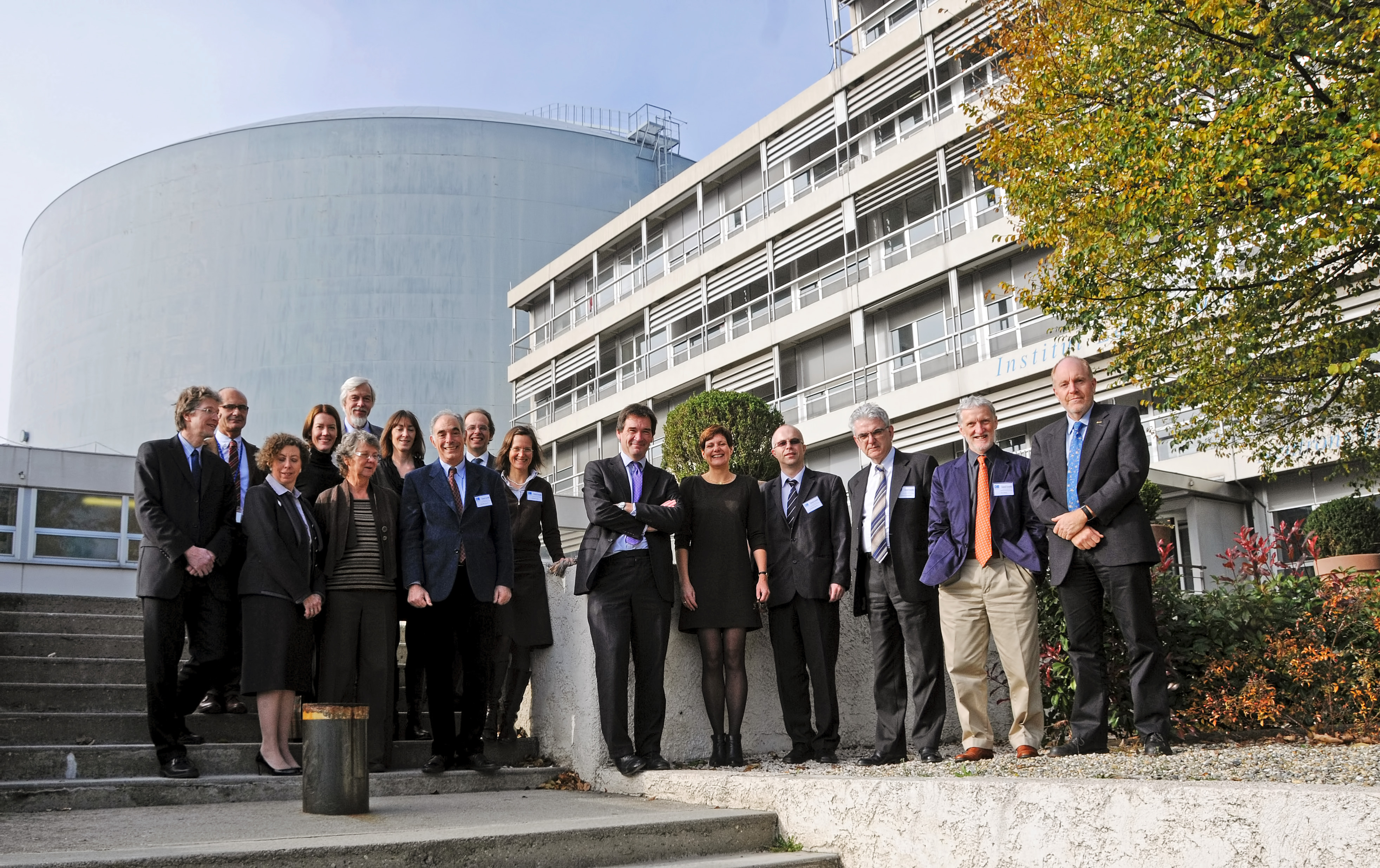
EIROforum-Treffen (2012)

Das European Intergovernmental Research Organisation forum (EIROforum), ist eine Organisation, die aus acht europäischen zwischenstaatlichen wissenschaftlichen Forschungsorganisationen besteht und sich der Förderung gemeinsamer Aktivitäten widmet. Unter dem Vorsitz der Generaldirektoren der einzelnen Organisationen, die zweimal im Jahr zusammenkommen, zielt die Organisation darauf ab, gemeinsame Aktivitäten zu koordinieren und Ressourcen in verschiedenen Bereichen zu teilen.
Das Charter der Organisation geht auf das Jahr 2002 zurück.

## Mitglieder
Folgende acht Forschungsorganisationen sind Mitglieder von Eiroforum.
| Organisation                                             | Abkürzung     | Gründungsjahr |
| -------------------------------------------------------- | ------------- | ------------- |
| Europäische Organisation für Kernforschung               | CERN          | 1954          |
| Europäisches Laboratorium für Molekularbiologie          | EMBL          | 1974          |
| Europäische Weltraumorganisation                         | ESA           | 1975          |
| Europäische Südsternwarte                                | ESO           | 1962          |
| European Synchrotron Radiation Facility                  | ESRF          | 1994          |
| European Consortium for the Development of Fusion Energy | EUROfusion    | 2014          |
| European X-ray Free-Electron Laser Facility              | European XFEL | 2009          |
| Institut Laue-Langevin                                   | ILL           | 1973          |

## Aktivitäten
Die Organisation soll die Aktivitäten zwischen den Mitgliedern koordinieren und abstimmen. Sie arbeitet sowohl mit der Europäischen Union als auch mit nationalen Institutionen eng zusammen und beteiligt sich aktiv an der Gestaltung der Wissenschaftspolitik in Europa. Die Mitgliedsorganisationen betreiben Spitzenforschung und bündeln ihr  Fachwissen in der Grundlagenforschung, indem sie zusammenarbeiten, um gemeinsame Synergien zu finden. Sie bildet damit eine  Koordinationsstelle in der europäischen Wissenschaft.
Das EIROforum ist über Kollaborationen auch in der Wissenschaftskommunikation aktiv und versucht so die europäische Wissenschaft zu fördern und junge Europäer von Karrieren in den Wissenschaften zu überzeugen. Die Organisation finanziert dafür das Magazin Science in School für Lehrer.